# Tuxen
Tuxen er en fra Sydslesvig stammende dansk slægt, der føres tilbage til sognepræst i Store Solt i Flensborg Amt Lorenz Tuxen (død 1612). Slægten har fostret mange officerer og præster.
Lorenz Tuxen var fader til Tucke Lorenzen Tuxen til Søgård i Angel, hvis søn, ridefogden Lorenz Tuxen, gennem sin datter blev stamfader til den 1749 adlede slægt de Tuxen – og til sognepræst i Øster Egesborg Sogn Peter Lorenzen Tuxen (død 1649).
Sidstnævnte var sikkert fader til sognepræst i Asminderød Sogn Søren Petersen Tuxen (død 1678), hvis søn, sognepræst i Kornum Sogn Peder Sørensen Tuxen (1667-1737), atter var fader til Manderup Pedersen Tuxen (1716-1760), der virkede "med Held og til Velsignelse" som residerende kapellan ved Vor Frelsers Kirke i København. Hele den nulevende slægt nedstammer fra hans søn, kaptajnløjtnant Elias Tuxen (1755-1807).
Blandt dennes sønner skal nævnes kommandørkaptajn Peder Mandrup Tuxen, der vandt megen anseelse som tøjmester, kommandørkaptajn Nicolai Henrik Tuxen og ekvipagemester på Nyholm, kommandør Søren Ludvig Tuxen, alle tre deltog med hæder i kampe og træfninger med englænderne, og endelig folketingsmand, major Christian Frederik August Tuxen (1797—1850), "de fattiges Tuxen", kendt som stifter af Det forenede Velgørenheds Selskab.
Den førstnævnte af disse brødre var fader til direktør Nicolai Elias Tuxen — hans børn var blomstermalerinde Bertha Nicoline Tuxen og 
professor Laurits Regner Tuxen — til kommandør Georg Emil Tuxen — hans sønner var landøkonomen Sophus Christian Andreas Tuxen og 
professor, Dr. phil. Søren Ludvig Tuxen, fader til Dr. phil. Poul Tuxen — til sognepræst i Esbønderup og Nøddebo Mandrup Peder Tuxen (1818-91) — hans søn var generalløjtnant, Dr. phil. August Peder Tuxen — til kommandør Johan Cornelius Tuxen — hans sønner var kammerherre Jean Charles Tuxen, direktør for marinens skibsbygning og maskinvæsen 1895—1920, og oberstløjtnant Hans Lasenius Herman Tuxen, direktør for hærens tekniske korps fra 1909 — til direktør for marineministeriets kommissariatsdepartement Ludvig Christian Tuxen og til løjtnant Anthonius Oluf Tuxen (1829—1909), der var stifter af og forstander for Svendborg Navigationsskole.
Ovennævnte kommandørkaptajn Nicolai Henrik Tuxen var fader til sognepræst i Tunby og Strukstrup i Angel, senere i Borup ved Randers Laurits Regner Tuxen, der udgav en række bøger af meget forskelligt indhold, blandt andet Det plattyske Sprog i Angel (1857), og til kaptajnløjtnant Elias Christian Carl Tuxen (1812—91), gift med forfatterinden Fanny Tuxen. Major Christian Frederik August Tuxen var fader til generalmajor Christian Frederik Frands Elias Tuxen og (posthumt) til professor ved Landbohøjskolen
Christian Frederik August Tuxen (1850—1903), der særlig beskæftigede sig med kemiske undersøgelser af jordbunden, og som blandt andet udgav en jordbundslære.